# Ключ 208
Ключ 208 (трад. и упр. 鼠) — ключ Канси со значением «мышь», «крыса»; один из четырёх, состоящих из тринадцати штрихов.
В словаре Канси есть 92 символа (из 49 030), которые можно найти c этим радикалом.

## История
Древняя идеограмма грызуна стал прообразом современному иероглифу «мышь», «крыса».
Кроме этих значений иероглиф обозначает мелких животных, живущих в дуплах или норах. Иероглиф используется также в переносном значении «вредитель, злодей, супостат».
В качестве ключевого знака иероглиф используется редко.
В словарях находится под номером 208.

## Древние идеограммы

Вид в Цзягувэнь
Вид в большой печати Чжуаньшу
Вид в малой печати Чжуаньшу

## Значение
1. Все виды грызунов. Около 500 видов.
2. Заботы, хлопоты.
3. Вредитель, пакостник, «крыса» (переносное и негативное значение значение)

## Варианты прочтения
- кит. 鼠, пиньинь shǔ, шу.
- яп. 鼠, ねずみ, nezumi, нэдзуми;
- яп. ショ, sho, сё;
- яп. ソ, so, со;
- кор. 쥐 jwi, чви?, 서 seo, со?.

## Варианты написания
| Словарь Канси Китай | Япония | Корея |
| ------------------- | ------ | ----- |
| 鼠                  | 鼠     | 鼠    |

- Примечание: Ваш браузер может отображать иероглифы неправильно.

## Примеры иероглифов
| Доп. штрихи | Иероглифы                 |
| ----------- | ------------------------- |
| 0           | 鼠                        |
| 3           | 䶂                        |
| 4           | 䶃 鼤 鼢 鼣               |
| 5           | 䶄 鼪 鼫 鼬 鼥鼦 鼧 鼨 鼩 |
| 6           | 䶅鼭                      |
| 7           | 鼯 鼰 鼮                  |
| 8           | 䶆 鼱                     |
| 9           | 䶇 鼲 鼳 鼴 鼵            |
| 10          | 䶈 䶉 鼶 鼷 鼸 鼹         |
| 15          | 鼺                        |

- Примечание: Ваш браузер может отображать иероглифы неправильно.